# روفينو سيجوفيا
روفينو سيجوفيا (بالإسبانية: Rufino Segovia del Burgo) (1 مارس 1985 بمدريد في إسبانيا - ) هو لاعب كرة قدم إسباني في مركز الهجوم. لعب مع أتلتيكو مدريد ب وأتلتيكو مدريد ورايو فايكانو ب ورايو فايكانو وريال بلد الوليد ب ونادي ألباسيتي ونادي بودابست هونفيد ونادي بورغوس ونادي ديبورتيفو طليطلة ونادي كيتشي ونادي مليلية وHuracán Valencia CF ‏ وÁguilas CF ‏ وبولي تيميشوارا ‏.

## وصلات خارجية
- روفينو سيجوفيا على موقع قاعدة بيانات كرة القدم.إي يو (الإنجليزية)
- روفينو سيجوفيا على موقع Soccerway.com (الإنجليزية)